# 싱가포르 주재 외국공관 목록

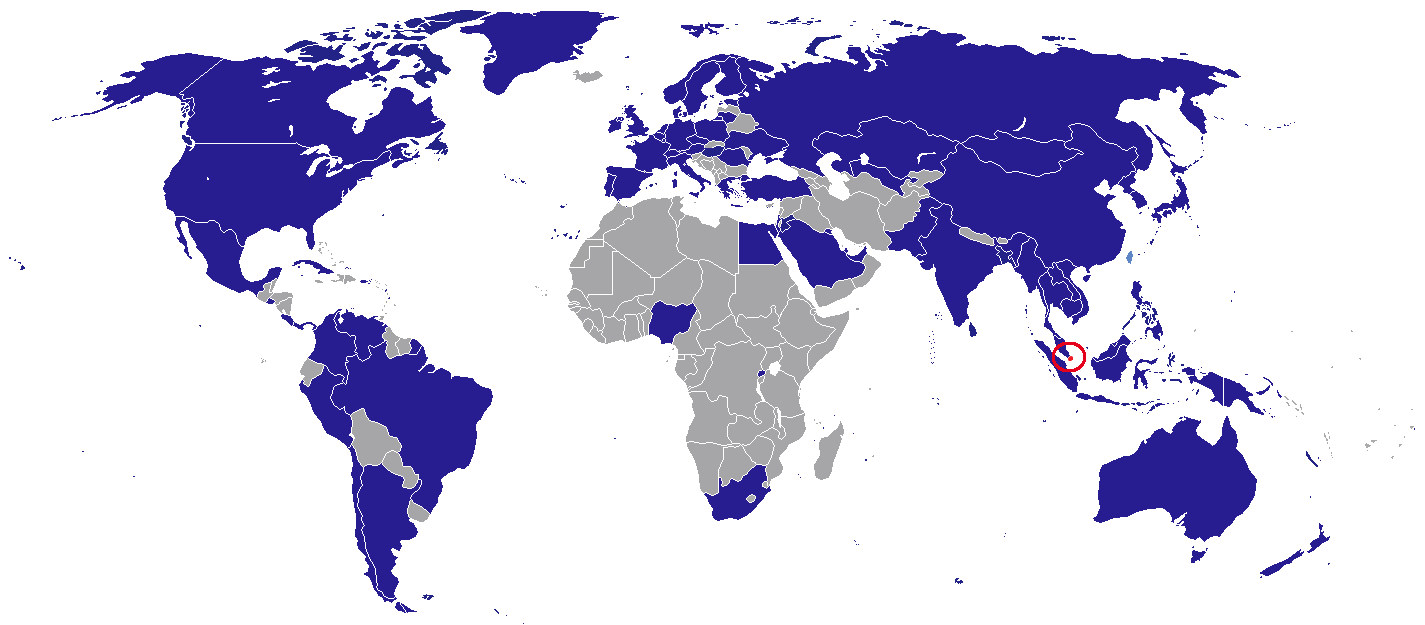
싱가포르에 마련된 외교 공관들

싱가포르 주재 외국공관 목록은 싱가포르에 주재하는 외국공관(주로 대사관이나 고등판무관 사무소)과 함께 싱가포르과 외교 관계는 수립했으나, 싱가포르에 공관을 설치하지 않은 국가에 대해 다룬다. 현재 싱가포르에 대사관이나 고등판무관 사무소를 설치한 국가는 67개국이고, 대표부 역시 3곳이나 마련되어 있으며, 11개의 국제 기구를 산하에 두고 있다.

## 대사관 및 고등판무관 사무소
| - 아르헨티나 - 오스트레일리아 - 오스트리아 - 방글라데시 - 벨기에 - 브라질 - 브루나이 - 캄보디아 - 캐나다 - 칠레 - 중화인민공화국 - 콜롬비아 - 코스타리카 - 쿠바 - 체코 - 덴마크 - 동티모르 - 이집트 - 엘살바도르 - 에스토니아 - 핀란드 - 프랑스 - 독일 - 그리스 - 헝가리 - 인도 | - 인도네시아 - 아일랜드 - 이스라엘 - 이탈리아 - 일본 - 요르단 - 카자흐스탄 - 쿠웨이트 - 라오스 - 리투아니아 - 말레이시아 - 몰디브 - 멕시코 - 몽골 - 미얀마 - 네덜란드 - 뉴질랜드 - 나이지리아 - 조선민주주의인민공화국 - 노르웨이 - 파키스탄 - 파나마 - 파푸아뉴기니 - 페루 - 필리핀 - 폴란드 | - 포르투갈 - 카타르 - 대한민국 (대사관) - 루마니아 - 러시아 - 르완다 - 사우디아라비아 - 남아프리카 공화국 - 스페인 - 스리랑카 - 스웨덴 - 스위스 - 태국 - 튀르키예 - 우크라이나 - 아랍에미리트 - 영국 - 미국 - 우즈베키스탄 - 바티칸 시국 - 베네수엘라 - 베트남 - 짐바브웨 |

## 대표부
- 유럽 연합 (대표부)
- 중화민국 (주싱가포르 타이베이 대표처)
- 홍콩 (주싱가포르 홍콩 경제무역대표부)

## 국제 조직 및 대표 사무소
- 아시아-유럽 재단
- 아시아 태평양 경제협력체
- 국제 통화 기금
- IMF - SRTI
- 일본 국제협력사업단
- 태평양 경제 협력 회의
- 세계 보건 기구
- 다자간 투자 보증 기구
- 세계 지식 재산권 기구
- 세계 은행

## 비상주공관
다음 국가들은 싱가포르와 외교 관계는 이미 수립하였으나 싱가포르에 대사관이나 고등판무관 사무소를 설치하지 않은 국가들이다. 다만, 지역을 명시하지 않은 것은 자카르타를 의미한다.
| - 아프가니스탄 (도쿄 도) - 아르메니아 (베이징) - 아제르바이잔 - 벨라루스 - 부탄 (뉴델리) - 보스니아 헤르체고비나 - 보츠와나 (베이징) - 불가리아 - 크로아티아 - 조지아 - 가나 (도쿄) - 아이슬란드 (뉴델리) | - 이라크 - 자메이카 (베이징) - 케냐 (뉴델리) - 라트비아 (리가) - 룩셈부르크 (방콕) - 북마케도니아 (뉴델리) - 몰타 (발레타) - 모리셔스 (뉴델리) - 모잠비크 - 네팔 (방콕) - 파라과이 (서울특별시) - 세르비아 - 시에라리온 (서울특별시) - 슬로바키아 - 시리아 - 탄자니아 (뉴델리) - 트리니다드 토바고 (뉴델리) - 우루과이 (하노이) |

## 같이 보기
- 싱가포르의 재외공관 목록